# تجاوز به دختران لئوکیپوس
تجاوز به دختران لئوکیپوس (انگلیسی: The Rape of the Daughters of Leucippus) یکی از نقاشی‌های پیتر پل روبنس است که در سال ۱۶۱۸ کشیده شده و در آلته پیناکوتک مونیخ نگهداری می‌شود. نقاشی کستور فانی و پولوکس نامیرا را در حال ربودن فوبه و هیلاریا، دختران لئوکیپوس نشان می‌دهد.
نقاشی در ۱۷۱۶ توسط یوهان ویلم در آنتورپ خریداری شد. ابتدا به مانهایم فرستاده شد و سپس در خلال سالهای ۱۸۰۵-۱۸۰۶ به مونیخ رسید.